# Горњодвински рејон
Горњодвински рејон (блр. Верхнядзвінскі раён; рус. Верхнедвинский район) административна је јединица другог нивоа у северном делу Витепске области у Републици Белорусији.
Административни центар рејона је град Верхњедвинск.

## Географија
Горњодвински рејон обухвата територију површине 2.140,76 км² и на 6. месту је по површини међу рејонима Витепске области. Граничи се са Мјорским рејоном на југу, Полацким на југоистоку и Расонским на истоку, те са Летонијом на северу и северозападу.
Највећи део рејона налази обухвата подручје доста заравњене и на моменте благо заталасане Полацке низије, док се највиша тачка налази у западном делу рејона на подручју Асвејске греде, западно од села Гарадиловичи (са надморском висином од 191,8 м). Територија рејона испресецана је бројним водотоцима, од којих је свакако највећа и најважнија Западна Двина. Важнији водотоци су још и реке Дриса, Сарјанка, Свољна и Ужица. На територији рејона постоји и 25 језера, од којих је највеће и најзначајније Асвејско језеро које је са површином од нешто мање од 53 км² друго по величини језеро у земљи (после језера Нарач). Већих димензија је још и језеро Лисна.

## Историја
Рејон је успостављен 17. јула 1924. као Дрисенски рејон. До 1930. био је део Полацког округа, а од 1938. административно припада Витепској области. Данашње име носи од 25. децембра 1962. након што је град Дриса који је административно средиште рејона, променио име у Верхњедвинск (односно Горњодвинск).

## Демографија
Према резултатима пописа из 2009. на том подручју стално је било насељено 24.675 становника или у просеку 12,0 ст/км².
| 1959.  | 1970.  | 1979.  | 1989.  | 1999.  | 2009.  | 2014.  |
| ------ | ------ | ------ | ------ | ------ | ------ | ------ |
| 39.508 | 38.360 | 34.419 | 32.411 | 30.768 | 24.675 | 22.564 |

Основу популације чине Белоруси са 90,06%, а следе Руси са 7,38% и Украјинци са 1,14%. Сви остали чине 1,42% популације.
Административно, рејон је подељен на подручје града Верхњедвинска који је уједно и административни центар, на варошицу Асвеја и на 10 сеоских општина. На територији рејона постоји укупно 261 насељено место.

## Привреда
Најважнија привредна делатност на територији Горњодвинског рејона је пољопривреда, а посебно сточарство.
Најважнији путни правци који пролазе преко територије рејона су железница на линији Витепск—Полацк—Даугавпилс, и магистрални друм Витепск—Полацк—граница са Летонијом.